# Komarivka, Ohtîrka
Komarivka (în ucraineană Комарівка) este un sat în comuna Oleșnea din raionul Ohtîrka, regiunea Sumî, Ucraina.

## Demografie
Componența lingvistică a localității Komarivka
     Ucraineană (96,43%)
     Rusă (3,57%)
Conform recensământului din 2001, majoritatea populației localității Komarivka era vorbitoare de ucraineană (96,43%), existând în minoritate și vorbitori de rusă (3,57%).